# Congrès de Grenoble (PS, 1973)
Pour les articles homonymes, voir Congrès de Grenoble.
Le Congrès de Grenoble est le 59e congrès du Parti Socialiste organisé du 22 au 24 juin 1973, à Grenoble en France.
La motion de François Mitterrand obtient à elle seule 65 % au vote indicatif (Mitterrand, Mauroy, Savary), le CERES obtenant 21 %, la motion Mollet 8 % et la motion Poperen 5 %. Le courant mitterrandiste a la majorité, au moins relative, dans la plupart des fédérations. Le CERES est majoritaire dans 12 fédérations. La "bataille socialiste" de Mollet conserve une majorité relative dans le Pas-de-Calais et est en tête en Seine-Saint-Denis ; les poperénistes ne décrochent que l'Indre-et-Loire.
Les affrontements sont vifs mais la synthèse est réalisée. Le Premier secrétaire rallie la quasi-unanimité du parti, à l'exception des molletistes, lors du vote final : sa motion "Pour un socialisme libérateur, un parti socialiste responsable" obtient 91,5 % des mandats et la majorité dans toutes les fédérations. La ligne du Congrès d'Épinay est réaffirmée.

## Motions
Vote indicatif :
- Motion 1 "Pour un socialisme libérateur, un parti socialiste dynamique et responsable" (François Mitterrand - Pierre Mauroy - Alain Savary) : 2 114 mandats (65,2 %)
- Motion 2 "Pour l'unité, pour l'autogestion. Pour un parti de luttes. Prolonger et renforcer la dynamique d'Epinay" CERES (Jean-Pierre Chevènement) : 680 mandats (21,0 %)
- Motion 3 "Pour poursuivre une bataille socialiste. Pour un parti unitaire de lutte de classes" ( Guy Mollet ) : 261 mandats (8,1 %)
- Motion 4 "Un parti uni et présent dans les luttes"( Jean Poperen) : 179 mandats (5,5 %)

Motion finale :
- Motion Claude Estier (synthèse des motions 1,2 et 4) : 2 969 mandats (91,5 %)
- Motion Claude Fuzier (bataille socialiste) : 255 mandats (7,9 %)

## Composition du secrétariat national à l'issue du congrès
- Premier secrétaire : François Mitterrand
- Secrétaire national à la coordination : Pierre Mauroy
- Secrétaire national aux relations extérieures : Gérard Jaquet
- Secrétaire national aux affaires sociales : Pierre Bérégovoy
- Secrétaire national aux programmes et études : Jean-Pierre Chevènement
- Secrétaire national aux fédérations : Henry Delisle
- Secrétaire national à la presse et à l'information : Claude Estier
- Secrétaire national à la formation : Lionel Jospin
- Secrétaire national - trésorier : Charles-Émile Loo
- Secrétaire national au tiers monde et pays en voie de développement : Didier Motchane
- Secrétaire national aux affaires internationales : Robert Pontillon
- Secrétaire national à la propagande, aux campagnes d'action et aux entreprises : Georges Sarre
- Secrétaire national à l'action culturelle : Dominique Taddei